# Distrito de Yambrasbamba
El distrito de Yambrasbamba es uno de los doce distritos de la Provincia de Bongará, ubicado en el Departamento de Amazonas, en el norte del Perú. Limita por el norte con la provincia de Condorcanqui; por el este con el departamento de Loreto y el departamento de San Martín; por el sur con el distrito de Corosha y el distrito de Florida y; por el oeste con la provincia de Utcubamba. 
Jerárquicamente, dentro de la Iglesia Católica, pertenece a la Diócesis de Chachapoyas

## Historia
El distrito fue creado el 26 de diciembre de 1870 mediante Ley sin número, en el gobierno del Presidente José Balta y Montero.

## Geografía
Abarca una extensión de  1 715,96 km² y tiene una población estimada mayor a 6000 habitantes. 
La capital del distrito es el pueblo de Yambrasbamba, situada a una altura de 1 903 metros sobre el nivel del mar. La ciudad tiene un ambiente atractivo con hermosos paisajes; en ella se encuentra variedades de orquídeas, y árboles de gran abundancia. Está atravesada por el río Imaza.
La población del distrito es principalmente campesina y de origen mestizo. Está compuesto por dos pueblos, seis caseríos, cinco anexos y trece unidades agropecuarias. 
La población se dedica a la ganadería vacuna, a la producción de lácteos y al cultivo de yacón, maíz, zanahoria, papa y café, yuca, repollo, arveja.

### Principales centro poblados
- Yambrasbamba capital del Distrito de Yambrasbamba, Provincia de Bongara, Region de Amazonas.
- La Esperanza, anexo que cuenta con una minicentral hidroeléctrica., el centro poblado esta divido en dos barrios San Isidro y Nuevo Piura en la cual se encuentra las instalaciones de Radio Paraíso 92.7 FM. En la Comunidad de la Esperanza hay oficina en donde está realizando un proyecto de conservación de los recursos naturales de flora y fauna.
- El Progreso: es uno de los centros poblados que más se ha desarrollado en los últimos años, con aproximadamente 2000 personas. Ha destacado en el comercio, infraestructura, por parte del nivel educativo, se ha construido una escuela y un mercado; próximamente esta en gestión del empistado de calles y veredas. Así mismo, el centro poblado de El Progreso, cuenta con varios anexos, entre ellos están, Oso perdido, ubicado en la misma carretera marginal, el Triunfo, localizado al noreste de dicho centro poblado, El Dorado, muy cerca al Triunfo, la Unión, a dos horas de camino del Progreso y Villa Hermosa.
- Buenos Aires, Se encuentra el colegio Secundario de Menores "Toribio Rodríguez de Mendoza".
- La Florida recientemente creado como centro poblado

DENTRO DE LOS ANEXOS CONSIDERADOS SON:
- "Tambillo"
- "San JOse"
- "Perla mayo"
- "Vilcaniza"
- "Shucayacu
- "santa Rosa"
- "Miraflores"
- "Perla del Imaza"
- "Aguadulce"
- "Villa hermosa"
- "la Union"
- "Oso Perdido"
- "Vista Alegre"
- "El Dorado"

## Autoridades

### Municipales
- 2015 - 2018
  - Alcalde: Manuel Vásquez León, de Obras Por Amazonas.
  - Regidores:

  1. Arturo Vásquez Delgado (Obras Por Amazonas)
  2. Dante Alishiere Pérez Bernal (Obras Por Amazonas)
  3. Rodolfo Aguilar Silva (Obras Por Amazonas)
  4. Sugeli Gonzales Barboza (Obras Por Amazonas)
  5. Manuel Llamo Vásquez (Sentimiento Amazonense Regional)

### Religiosas
- Obispo de Chachapoyas: Monseñor Emiliano Antonio Cisneros Martínez, OAR. Agustinos recoletos.

## Festividades
- Junio: San Juan.